# Historia harcerstwa

## Okresy historii harcerstwa
- Historia skautingu
- Ruch skautowy na ziemiach polskich
- Harcerstwo do II wojny światowej
- Harcerstwo podczas II wojny światowej – Szare Szeregi, Hufce Polskie
- Odrodzenie harcerstwa w latach 1945–1949
- Harcerstwo w okresie stalinizmu (1949–1956)
- Harcerstwo w latach 1956–1979
- Harcerstwo w latach 1980–1989
- Harcerstwo po roku 1989

## Organizacje harcerskie
Współcześnie, w Polsce oraz poza jej granicami (środowiska polonijne) działa kilkadziesiąt organizacji harcerskich, ogólnokrajowych oraz lokalnych, ale dwiema największymi są Związek Harcerstwa Polskiego oraz Związek Harcerstwa Rzeczypospolitej.

## Ważne postacie historii harcerstwa

### Skauting
- Robert Baden-Powell
- Frederick Russell Burnham
- Ernest Thompson Seton
- Roland E. Philipps
- o. Jakub Sevin
- Marceli Callo – patron francuskich skautów
- Piotr Jerzy Frassati – patron włoskich skautów
- Luigi i Maria Beltrame Quattrocchi – patroni włoskich skautów i skautowych małżeństw

### Harcerstwo przedwojenne
- Andrzej Małkowski (1888-1919)
- hm. RP Olga Drahonowska-Małkowska (1888-1979)
- hm. RP Jadwiga Falkowska
- hm. RP Maria Wocalewska
- hm. RP Helena Grażyńska
- Michał Grażyński
- hm. RP Jan Mauersberger (1877-1942)
- gen. Józef Haller
- gen. Mariusz Zaruski
- Ignacy Kozielewski (1882-1964)
- ks. Kazimierz Lutosławski
- Zygmunt Wyrobek
- Alojzy Pawełek
- hm. Władysław Nekrasz
- hm. RP Tadeusz Strumiłło
- hm. RP Stanisław Sedlaczek (1892-1941)
- hm. RP Henryk Glass (1896-1984)
- hm. Józef Andrzej Grzesiak ps. „Czarny” (1900-1972)
- hm. Juliusz Dąbrowski KIMB (1909-1940)

### Harcerstwo w czasie wojny
- hm. Aleksander Kamiński ps. „Kamyk” (1903-1978)
- hm. Florian Marciniak (1915-1944)
- hm. Stanisław Broniewski ps. „Orsza” (1915-2000)
- hm. Stefan Mirowski (1920-1996)
- hm. Lechosław Domański ps. „Zeus” (1913-1941)
- hm. Tadeusz Zawadzki ps. „Zośka” (1921-1943)
- hm. Jan Bytnar ps. „Rudy” (1921-1943)
- phm. Maciej Aleksy Dawidowski ps. „Alek” (1920-1943)
- bł. Stefan Wincenty Frelichowski – patron harcerstwa (1913-1945)

### Harcerstwo powojenne
- hm. Maria Hrabowska (1936-2008)
- hm. Tomasz Strzembosz (1930-2004)
- hm. Stefan Mirowski (1920-1996)